# Hope-gyémánt

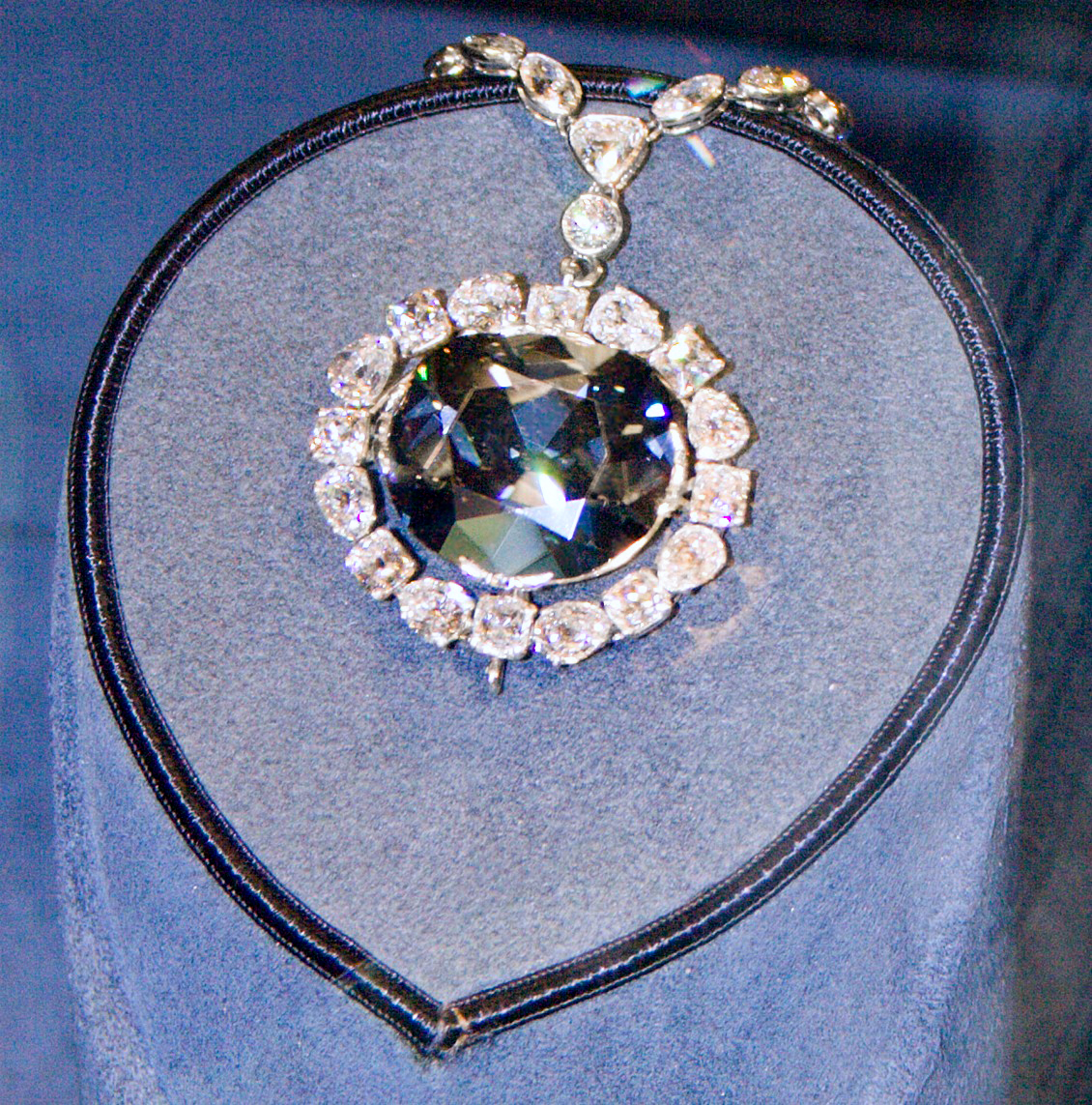
A Hope-gyémánt

A Hope-gyémánt egy 45,52 karátos, felülmúlhatatlanul ritka drágakő.

## Története

### Származása
A Hope-gyémántot valószínűleg Indiában, Golconda Kollur nevű bányájában találták. Pontosabban ismeretlen a lelőhelye, de a francia drágakő-kereskedő, Jean Baptiste Tavernier Indiából hozta a 112 karátos kék  gyémántot, melyet 1668-ban eladott XIV. Lajos francia királynak. Az eredetileg indiai stílusba csiszolt követ szív alakú, 67 karátos ékkővé csiszolták újra. A ma French Blue-ként ismert követ 1749-ben XV. Lajos az aranygyapjas rend szertartási ékszereinek egyikébe rakatta, melyet kizárólag a király viselt.
1792-ben, a francia forradalom során a Hope-gyémánt eltűnt. Később, 1812-ben John Francillon londoni ékszerész tett említést egy londoni gyémántkereskedő, Daniel Eliason birtokában lévő 44 karátos (45,5 mai metrikus karát) kék gyémántról. Lehetséges, hogy ezt a French Blue-ról vágták le.

### A French Blue-tól a Hope-ig
A gyémántról 1820-ig semmit nem lehetett tudni; ekkor vásárolta meg IV. György brit király. A király 1830-ban bekövetkezett halála után egy londoni bankár és drágakőgyűjtő, Henry Philip Hope vette meg a követ, amely máig az ő nevét viseli. Hope 1839-ben meghalt, s ezt követően a gyémánt több kézen ment át, míg 1909-ben Pierre Cartier vásárolta meg. Ő 1910-ben 180 000 dollárért Evalyn Walsh McLeannek adta el. A hölgy állította, hogy úgy érzi, a másoknak szerencsétlenséget hozó tárgyak neki szerencsét hoznak, talán ezért mondta Cartier azt a hölgynek, hogy a gyémánt eddig mindenkire bajt hozott, aki csak viselte. Mrs. McLean akárhova ment, viselte a Hope-gyémántot. 1947-ben, halála után két évvel Harry Winston New York-i ékszerész megvásárolta a hölgy teljes kollekcióját. 1958. november 10-én a gyémántot a Smithsonian Intézetnek ajándékozta, a Nemzeti Drágakőgyűjtemény megalapítására. A drágakő 1 millió dollárra biztosított ajánlott postai küldeményként egy egyszerű, barna csomagban érkezett meg ide. A gyémánt azóta is az állandó kiállításon látható.
Érdekességek:
- XVI. Lajos felesége, Marie Antoinette (1750–1793) hordta a French Blue-t.
- A Hope-gyémánt ma a Pierre Cartier által 1920-ban tervezett foglalatban van. A platinafoglalatban 16 gyöngy alakú, párnás csiszolású gyémánt övezi, a foglalatot 45 gyémántból álló láncra függesztették fel.
- A Hope-gyémánt 25,6 mm hosszú és 21,8 mm széles. Részaránytalanul párna csiszolású antik briliáns, mely egy különlegesen finom munka. 58 fazetta és két ráadás fazetta van az alapfelületén, és további fazetták a rundiszton.